# Backåkra (naturreservat)

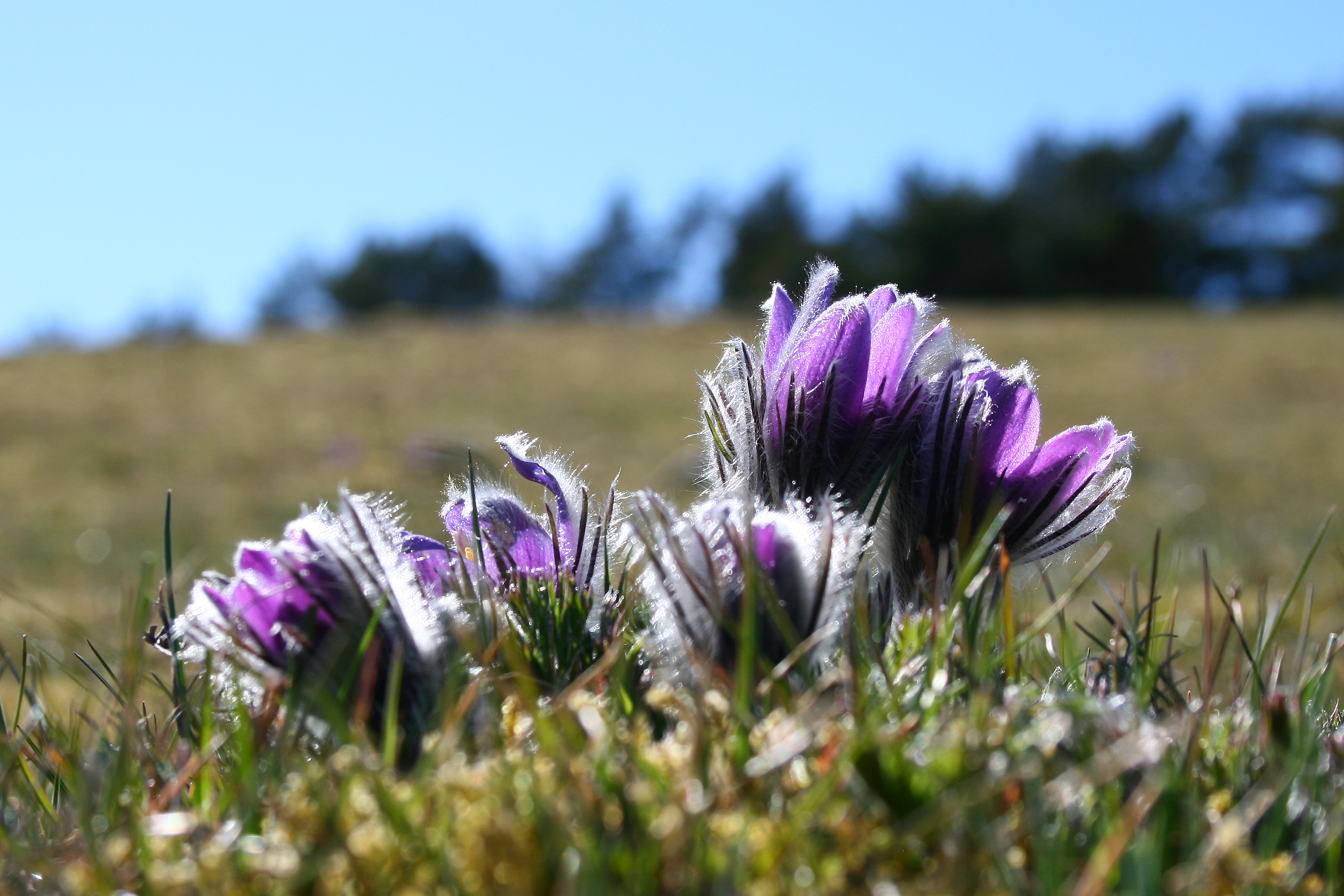

Backåkra är ett naturreservat i Löderups socken i Ystads kommun i Skåne län.
Området är naturskyddat sedan 1958 och är 39 hektar stort. Reservatet består av öppet landskap omkring gården Backåkra. Den ligger i en däld på ljungheden bakom den tallskog som planterats för att binda sanden längs Hagestads naturreservats sandstrand.

## Galleri

Backsippor
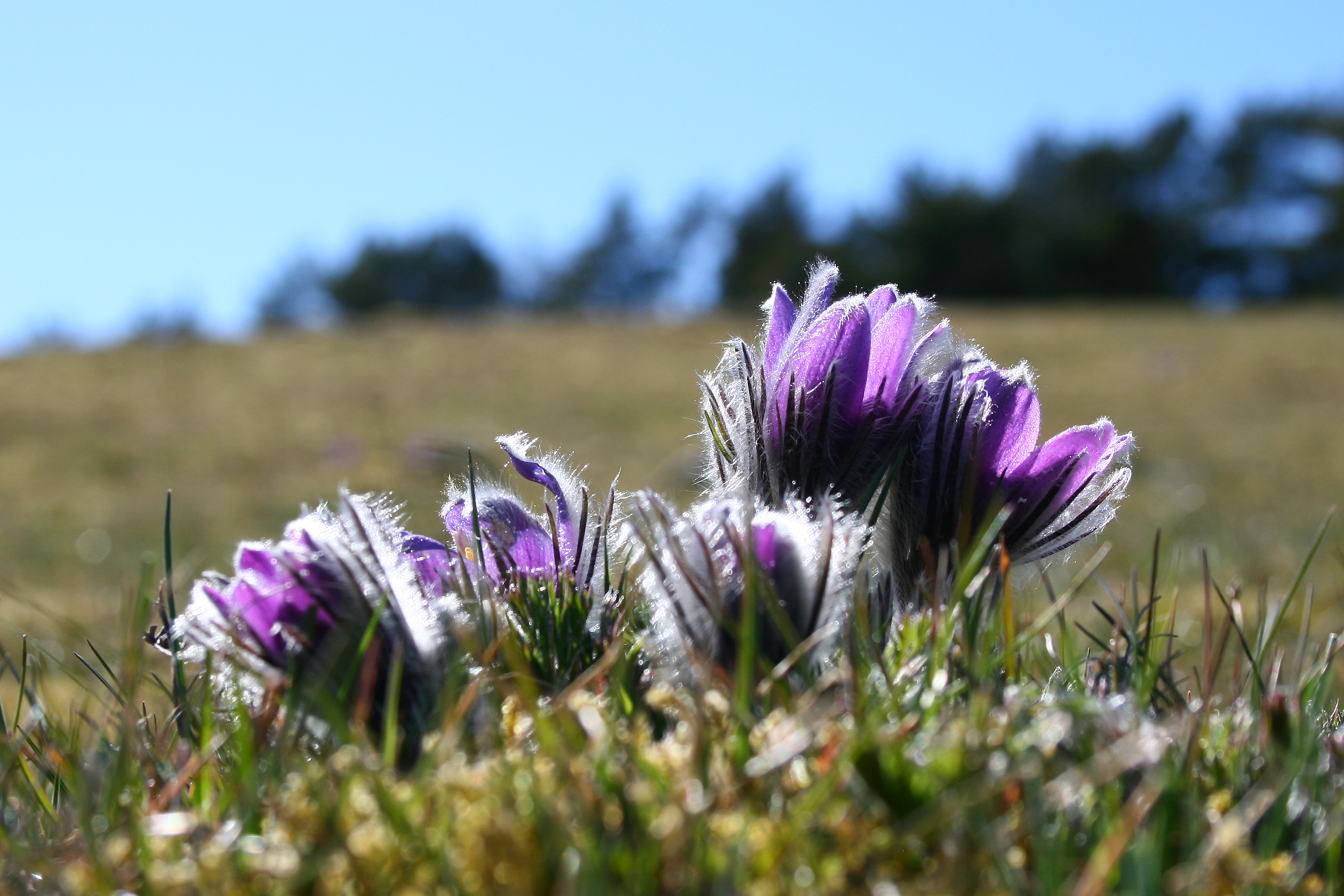
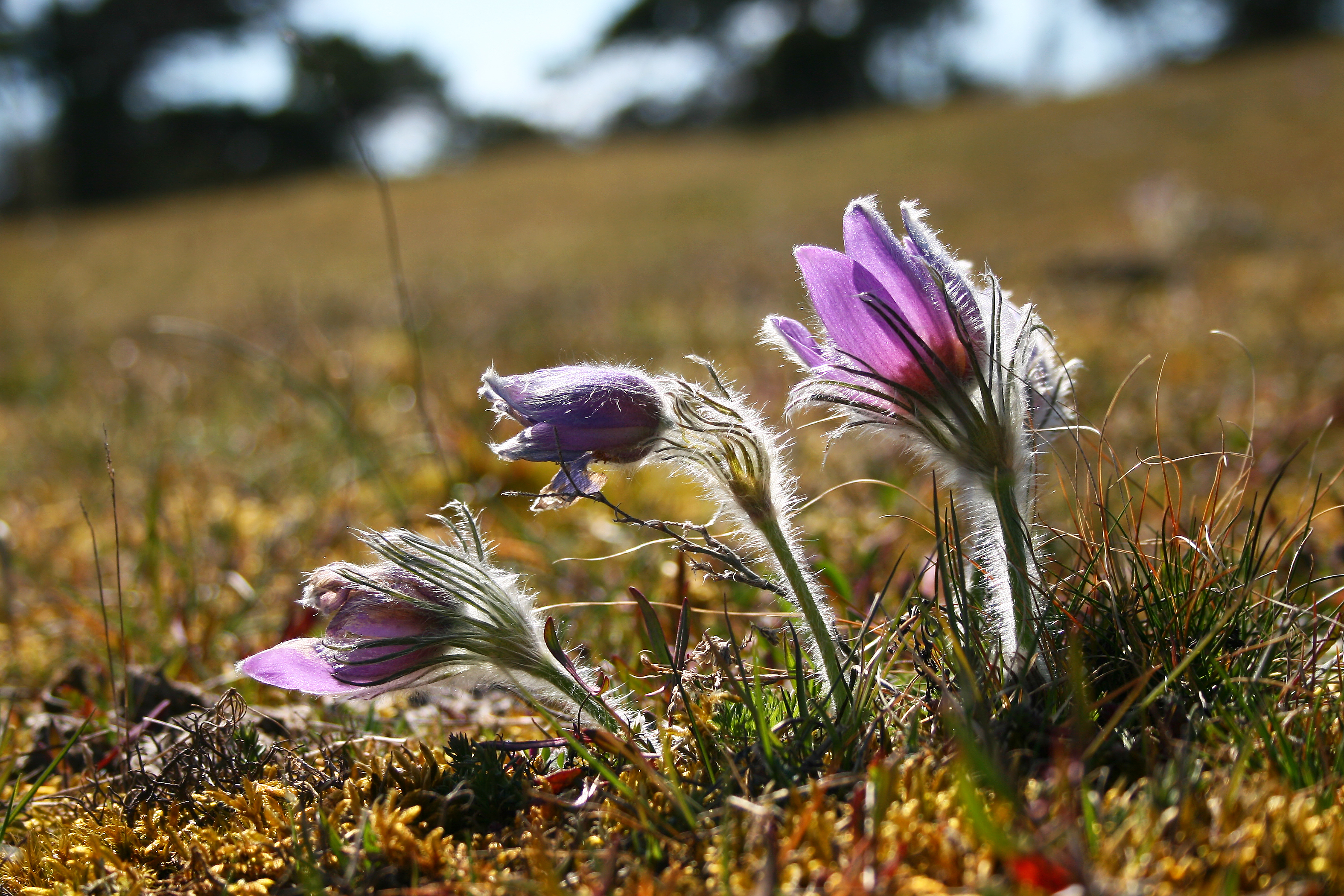
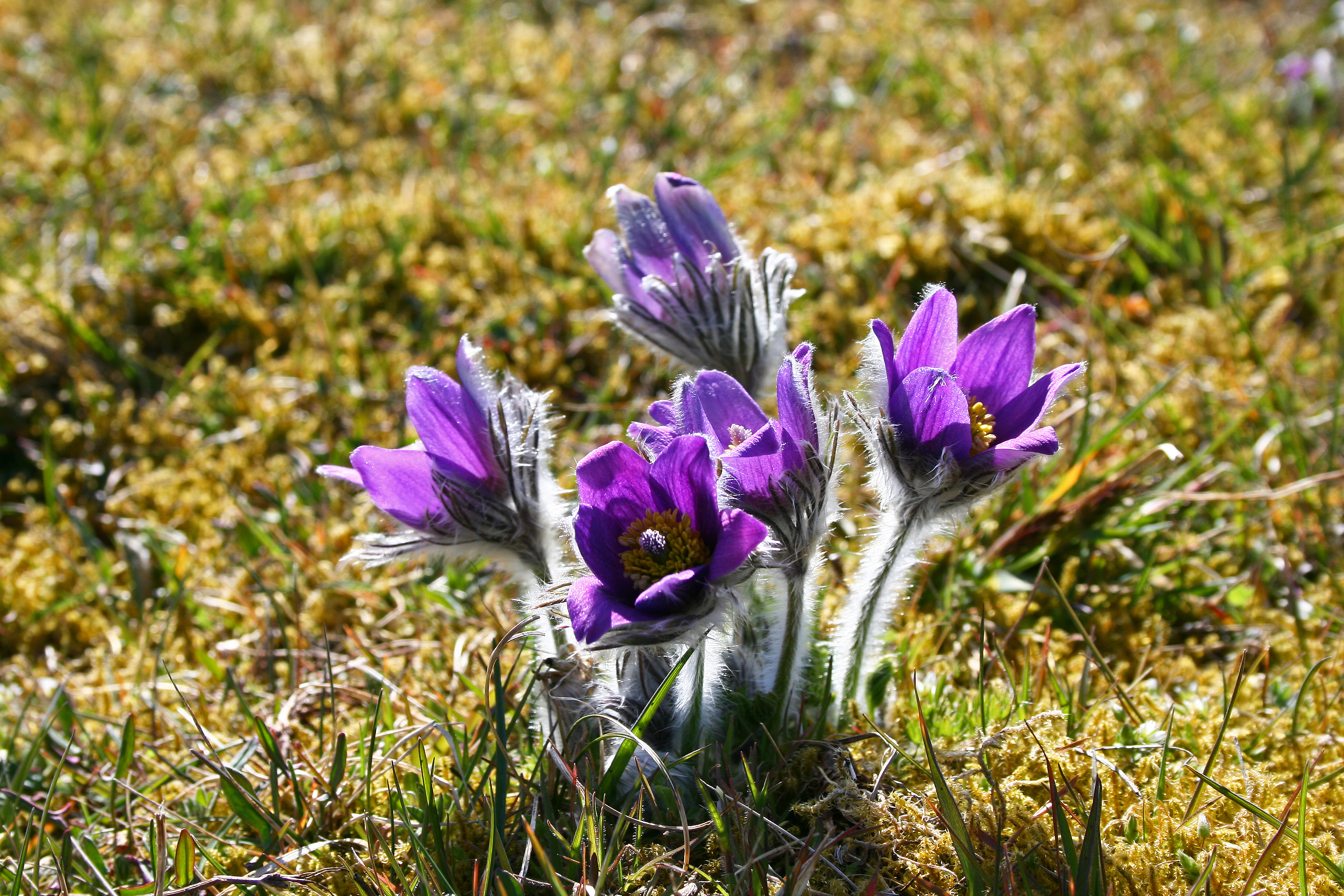
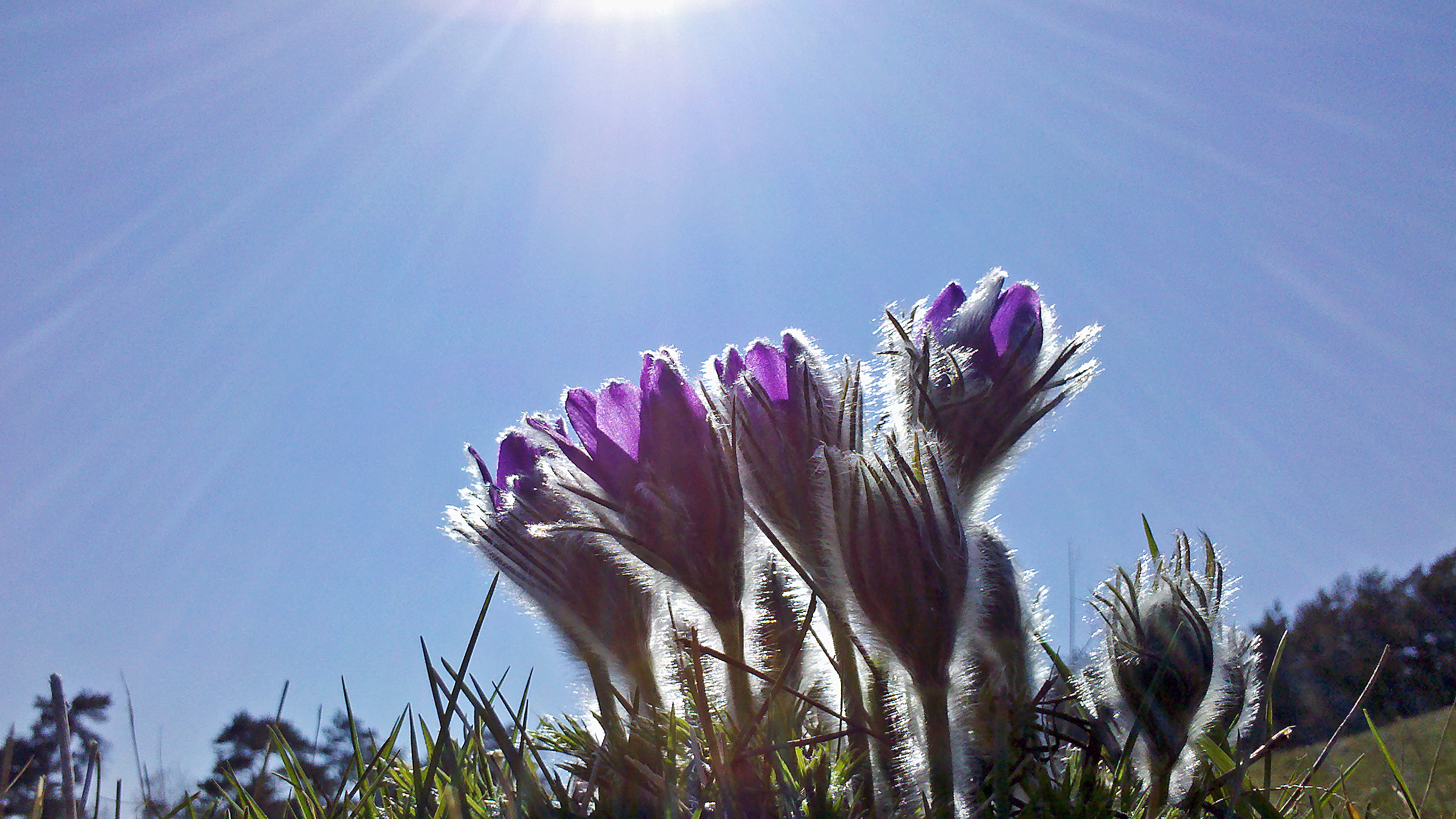

### Webbkällor
- Länsstyrelsen naturreservatet Backåkra